# Suore della Sacra Famiglia del Sacro Cuore
Le Suore della Sacra Famiglia del Sacro Cuore sono un istituto religioso femminile di diritto pontificio: le suore di questa congregazione pospongono al loro nome la sigla S.F.S.C.

## Storia
La congregazione fu fondata dal gesuita Louis-Etienne Rabussier assieme con Marie-Adélaïde Melin: nel 1887 la giovane Melin entrò nell'opera delle Zelatrici dei Sacri Cuori di Bourges, iniziata e diretta da padre Rabussier. La Melin e altre sodali presero presto a condurre vita comune e nel 1889 emisero i voti religiosi.
Agli inizi del XX secolo, a causa delle leggi anticongregazioniste, le religiose lasciarono la Francia e aprirono comunità a Liegi e Roma; nel 1919 si aprirono all'apostolato missionario raggiungendo il Dahomey.
L'istituto ricevette il pontificio decreto di lode il 24 luglio 1902 e le sue costituzioni, ricalcate su quelle della Compagnia di Gesù, furono approvate definitivamente dalla Santa Sede il 10 luglio 1928.

## Attività e diffusione
Il fine principale della congregazione è l'insegnamento della dottrina cristiana.
La sola comunità della congregazione è quella presso la casa generalizia, in via delle Vigne Nuove a Roma.
Alla fine del 2008 la congregazione contava 6 religiose in un'unica casa.